# Ottenhausen (Weißensee)
Ottenhausen ist seit 1994 ein Ortsteil von Weißensee in Thüringen. Es liegt zwischen Weißensee und Greußen an der Sächsischen Helbe im Thüringer Becken.

## Geschichte
Die urkundliche Ersterwähnung des Ortes erfolgte 874 als „Uoteneshusa“ im Fuldaer Zehntverzeichnis. Das Benediktinerinnenkloster Ottenhausen war eines der ältesten in Thüringen, wuchs durch mehrere Schenkungen und existierte bis zur Reformation. Der Ort gehörte bis 1815 zum kursächsischen Amt Weißensee. Durch die Beschlüsse des Wiener Kongresses kam er zu Preußen und wurde 1816 dem Landkreis Weißensee im Regierungsbezirk Erfurt der Provinz Sachsen zugeteilt, zu dem er bis 1944 gehörte.
Bei Teilen der heutigen Dorfkirche, so den romanischen Doppeltürmen, handelt es sich um die ehemalige Klosterkirche. Benachbart bestand auf dem Gelände des früheren Klosterguts ein Rittergut. Es wurde durch den Pächter Zeller bis Ende des Zweiten Weltkriegs verwaltet. Die zum Kriegsdienst eingezogenen Bauern und Gutsarbeiter von Ottenhausen wurden durch polnische „Fremdarbeiter“ ersetzt.
In der Nacht vom 23. zum 24. Mai 1817 brannte ein Teil des Dorfes ab.
Östlich des Dorfes, neben der Straße nach Weißensee, explodierte 1944 nach versuchter Notlandung ein großes abgeschossenes US-amerikanisches Bombenflugzeug. Nach Aufzeichnungen des späteren Gastwirts Harry Neblung, der als Neunjähriger Augenzeuge war, geschah das am 27. September 1944. Die Besatzungsmitglieder seien verbrannt.
Ottenhausen wurde im April 1945 kampflos von US-Truppen besetzt und im Juli an die Rote Armee übergeben. Damit war es Teil der SBZ, ab 1949 bis zur Wiedervereinigung 1990 der DDR. Das Rittergut wurde 1945 entschädigungslos enteignet und gehörte seitdem zur Verfügungsmasse des VEG Wasserthaleben. Daneben wurde im Rahmen der Zwangskollektivierung der Bauern eine LPG gegründet.

## Sehenswürdigkeiten

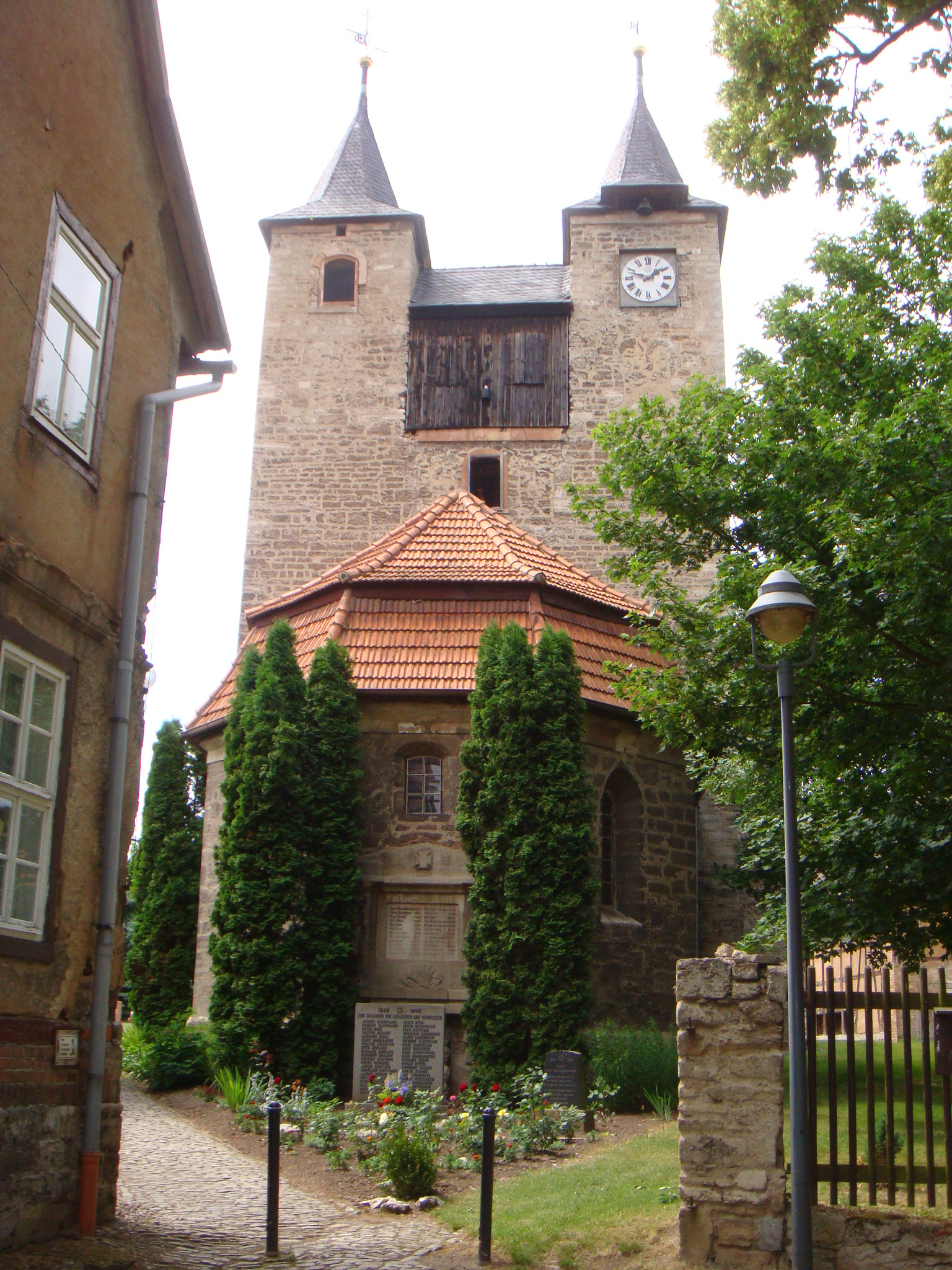
Evangelische Kirche St. Kilian, Doppeltürme (2011)

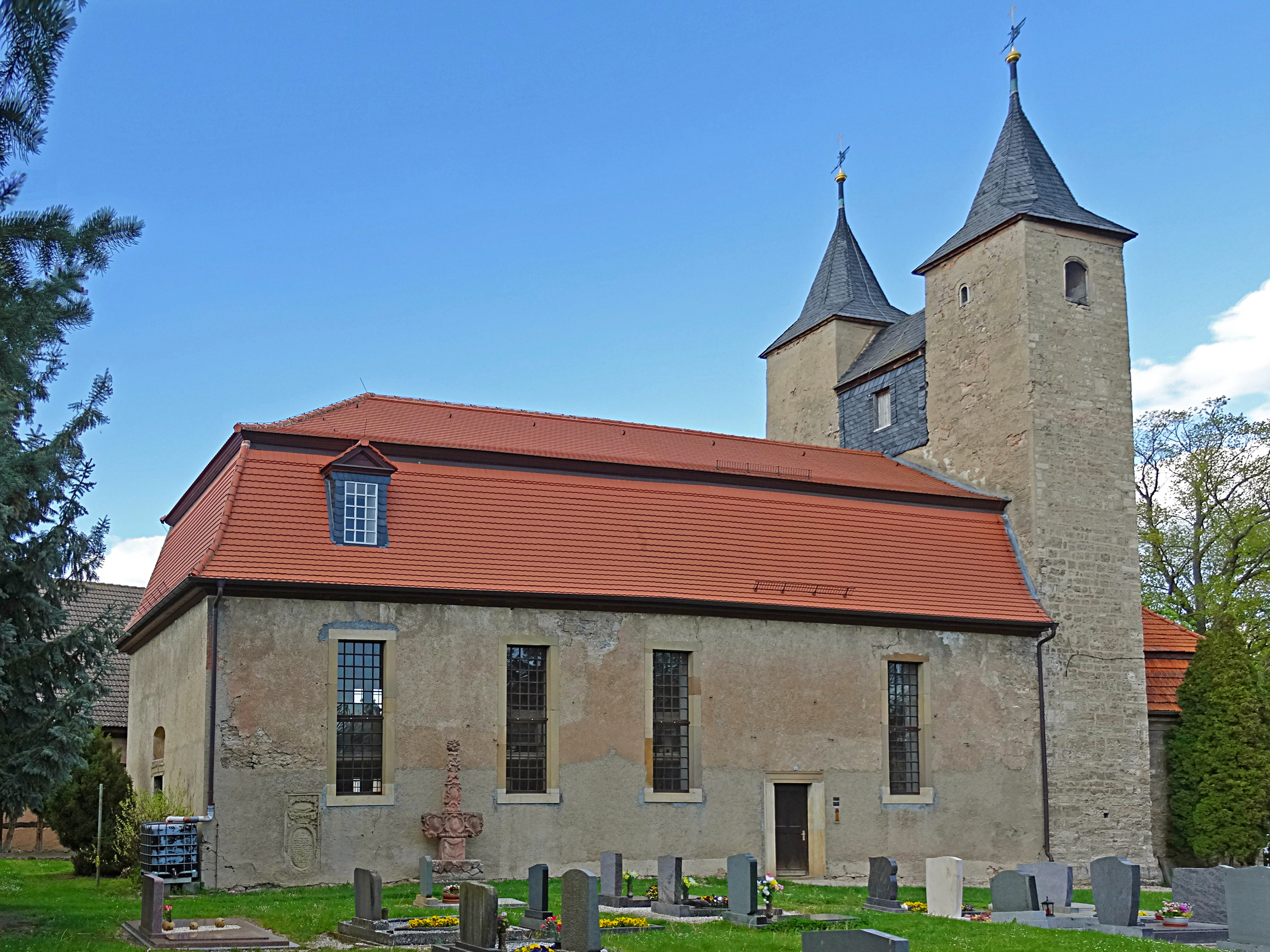
St. Kilian von Süden (2020)

- Die Dorfkirche „St. Kilian“ mit romanischen Doppeltürmen aus dem 12. Jahrhundert ist ein Architekturdenkmal. Die Kirche steht auf dem Gelände eines früheren Benediktinerinnenklosters. Zwischen den Türmen befindet sich ein Raum mit zwei Glocken. Das Kirchenschiff wurde 1717 in barockem Stil erneuert und weist eine wertvolle Innenausstattung auf, die größtenteils aufgrund einer testamentarischen 1000-Taler-Stiftung des kursächsischen Landkammerrates Albrecht Christian von Kromsdorf (1626–1684) möglich war. An der Kirchenmauer befinden sich stark verwitterte Grabsteine aus Sandstein. Ein besonders wertvolles, kreuzförmiges Grabdenkmal wurde von Bürgern gerettet. Die meisten historischen Grabsteine wurden zu DDR-Zeiten in einer Kiesgrube entsorgt. Die Kirche wurde 1970 baupolizeilich gesperrt und nach Sicherungs- und Sanierungsarbeiten nach der politischen „Wende“ wieder für Gottesdienste zugelassen. Ein Förderverein kümmert sich um den Erhalt der Kirche. Bis zum Herbst 2013 wurde das Dach vollständig saniert. Die Finanzierung teilten sich die Landeskirche, die Stiftung KiBa (Stiftung zur Bewahrung kirchlicher Baudenkmäler in Deutschland) und das Land Thüringen.
- Kriegerdenkmal vor der Kirche für die 23 gefallenen und vermissten Soldaten des Ersten Weltkriegs und Gedenktafel mit den Namen der 40 nicht wieder heimgekehrten Soldaten des Zweiten Weltkriegs.
- Grab eines 1945 abgestürzten, namenlosen deutschen Jagdfliegers auf dem Friedhof
- Ehemaliges Rittergut aus dem 18. Jahrhundert, mit geschickter und reizvoller Gruppierung der Wohn- und Wirtschaftsgebäude, letztere  jedoch teilweise im Verfall befindlich.

## Einwohner
Ottenhausen hatte im Jahre 1939 599 Einwohner, nach dem Zweiten Weltkrieg durch Zuzug von Heimatvertriebenen über 1000, und im Jahre 2013 noch 330 Einwohner.

## Vereine
- Der noch bestehende Männergesangverein Ottenhausen von 1670 gehört zu den ältesten Chören in Thüringen. Alle fünf Jahre findet im Ort ein größeres Sängertreffen statt.
- Förderverein St. Kilian Ottenhausen e. V.
- SV Ottenhausen 1921: Fußballklub
- Kirmesburschenverein Ottenhausen e. V.
- Ottenhäuser Blasmusikanten e. V.

## Bilder

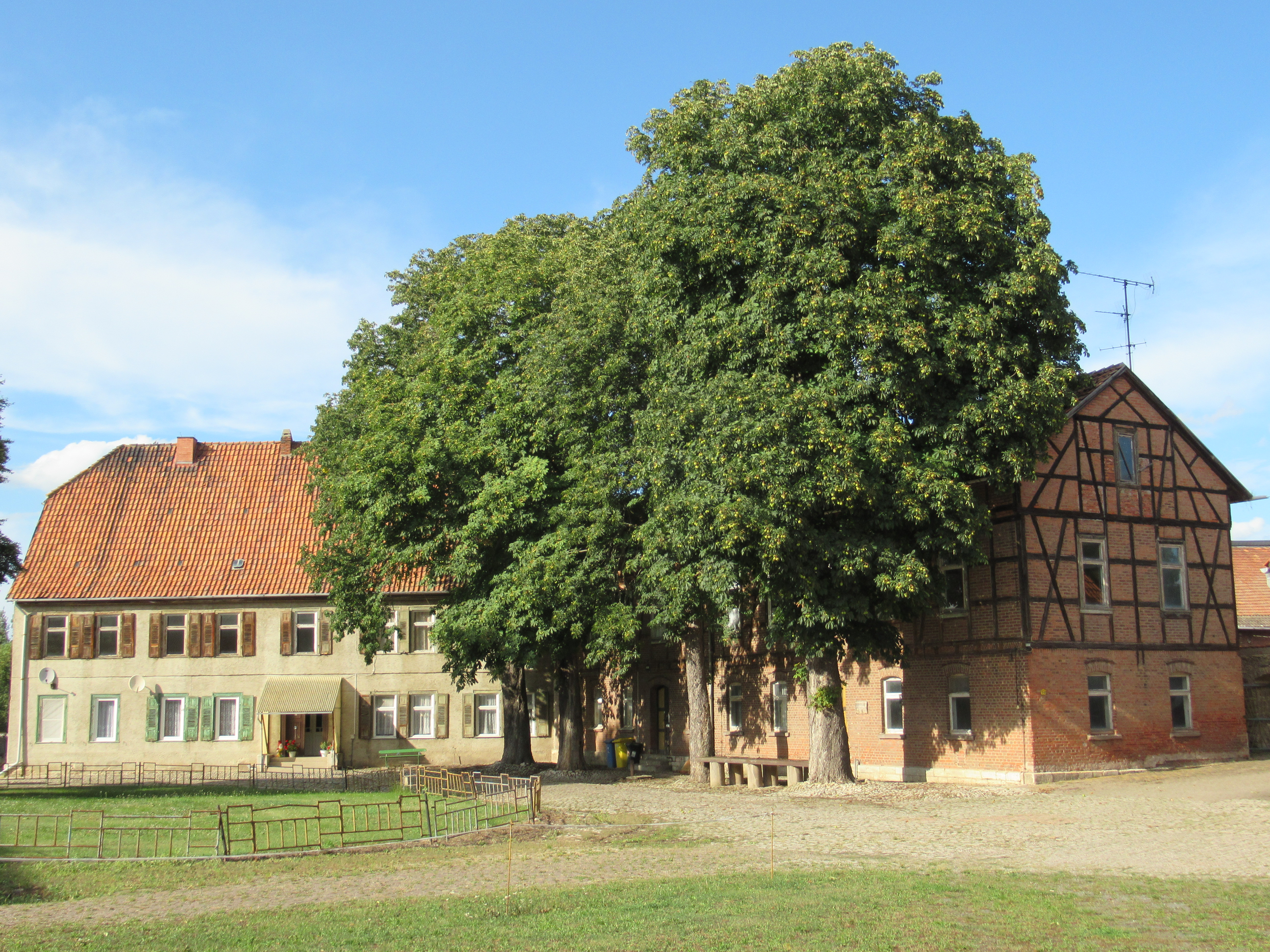
Frühere Gutswohngebäude (2020)
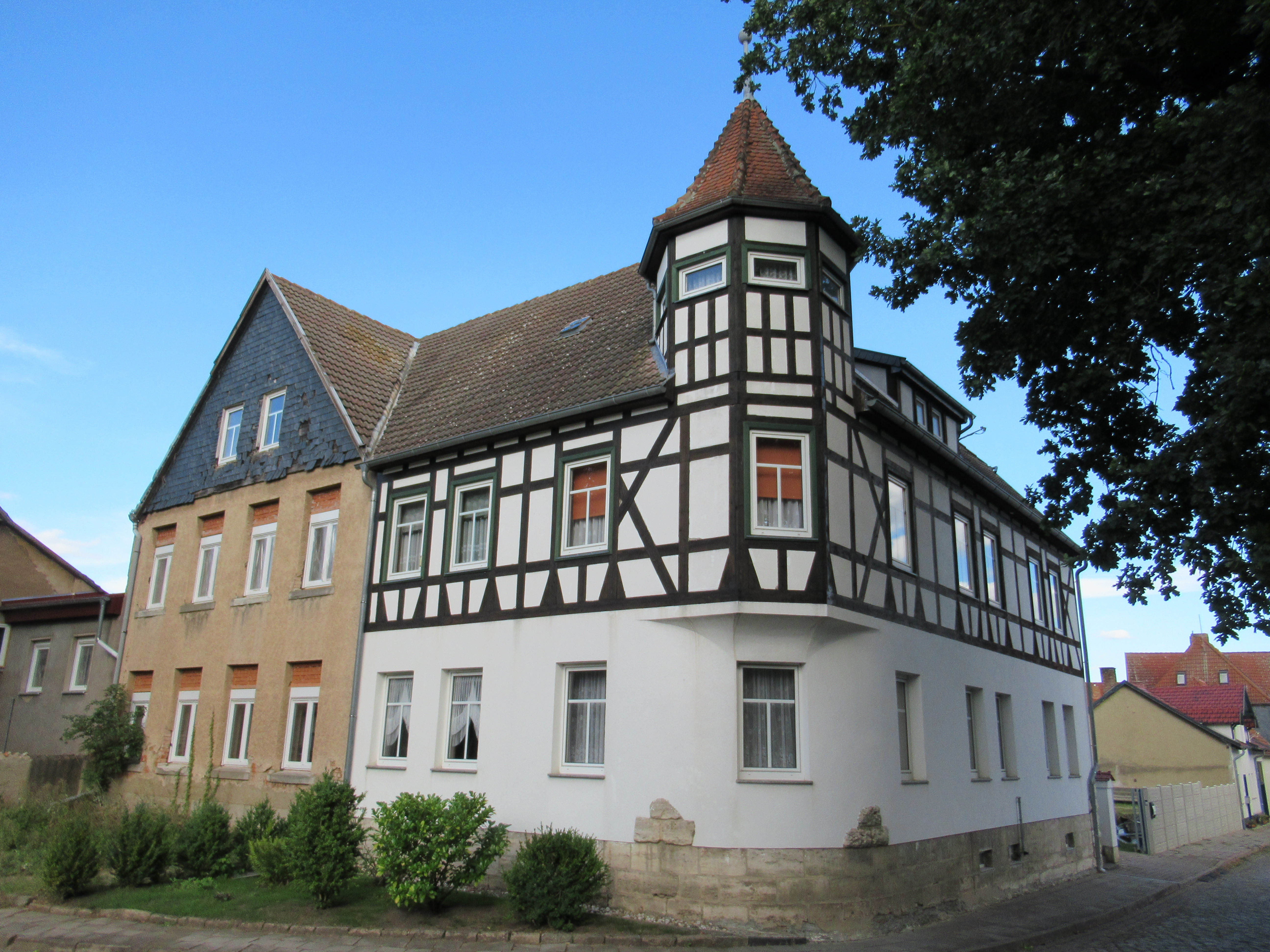
Früheres Schulhaus (2020)
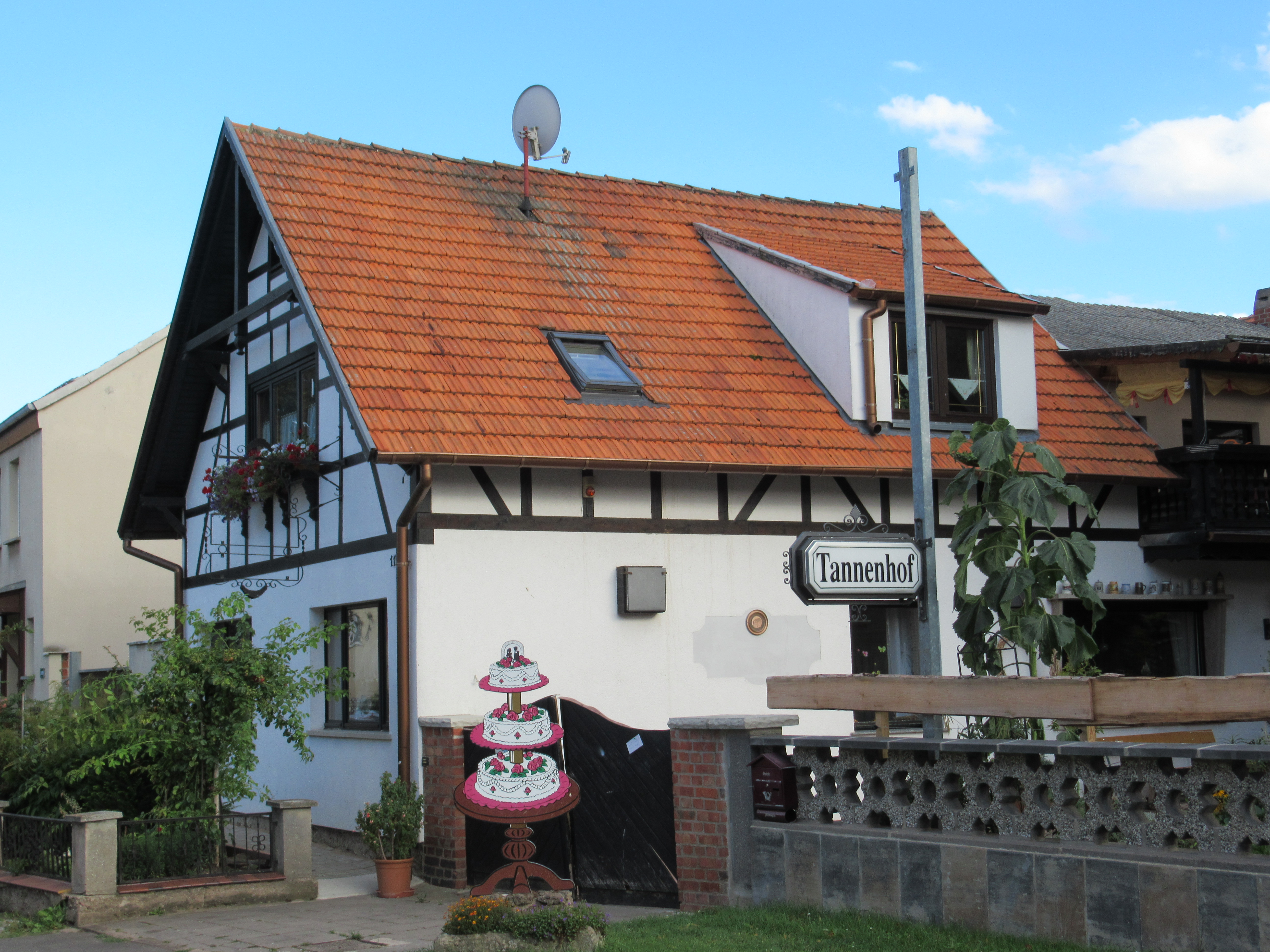
Frühere Gaststätte „Tannenhof“ (2020)
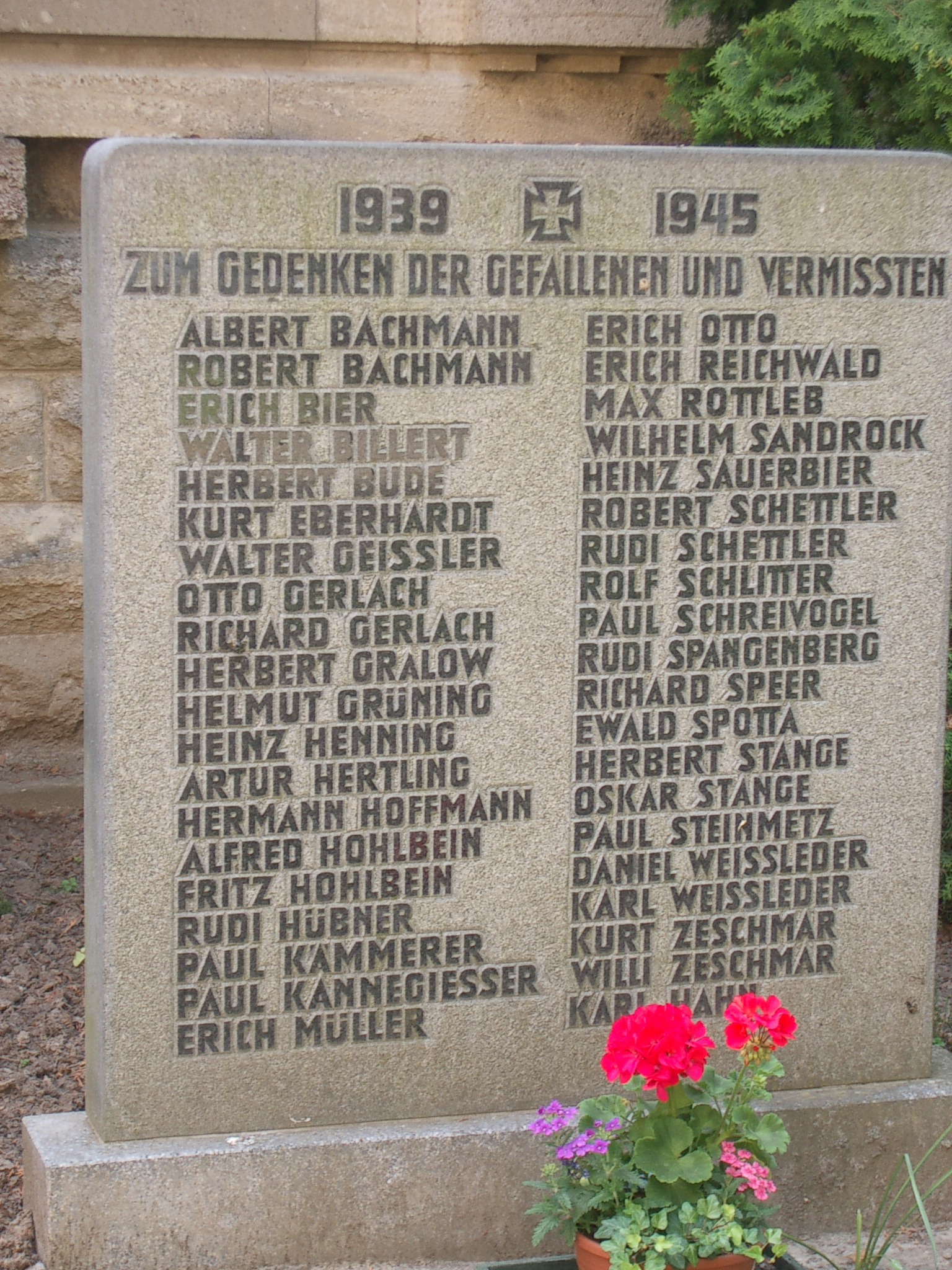
Gefallenen-Denkmal 2. Weltkrieg auf Friedhof
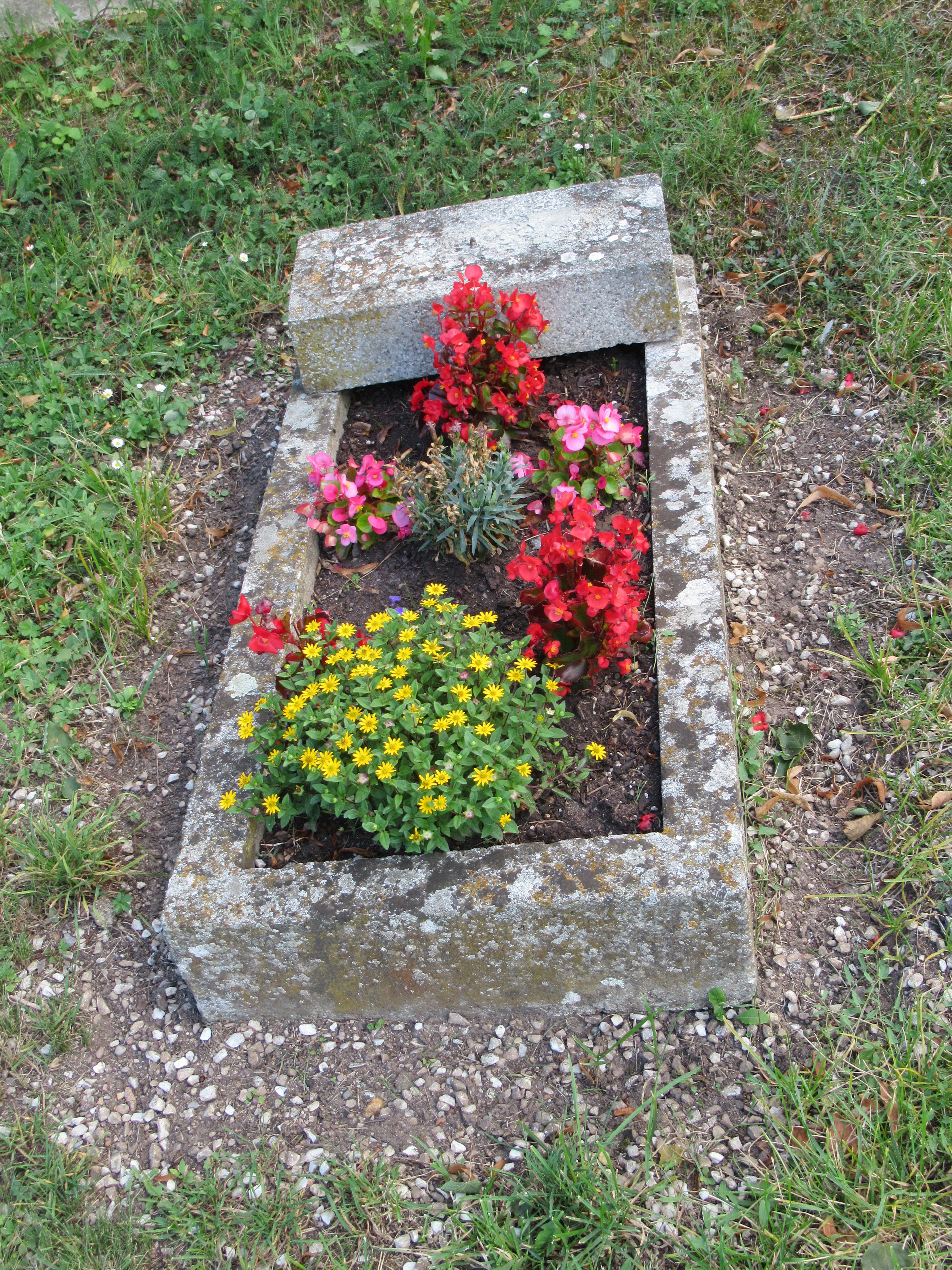
Grab eines 1945 abgestürzten deutschen Jagdfliegers auf Friedhof (2020)

## Umgebung
- Südlich des Ortes, östlich des Käferberges, findet sich innerhalb einer Baumgruppe das „Wasserschlösschen“. Es handelt sich um ein mehrtürmiges Miniaturschloss von 1904, das neben  einem Hochbehälter errichtet wurde. Dieser war früher ein Speicher mit Helbe-Wasser für Weißensee, versorgt jedoch schon seit längerer Zeit – und 2004 als Netzverteilerstation erneuert – das Städtchen mit Ohra-Talsperrenwasser.
- Das an sich reizvolle Landschaftsbild wird südwestlich des Ortes auf dem Käferberg von dem „Windpark Ottenhausen“ mit 8 großen Windkraftanlagen beherrscht, die 2007 in Betrieb gegangen sind. Gegen das Projekt im Rahmen der staatlichen Förderung „Erneuerbarer Energien“ hatte sich im Ort eine Bürgerinitiative gebildet, die jedoch erfolglos blieb. Vom Käferberg in Richtung Westen blickt man auf eine Reihe von über 30 Windkraftanlagen (2009).

## Persönlichkeiten
- Albrecht Christian Rotth (* 1651 in Ottenhausen; † 1701 in Leipzig), lutherischer Kontroverstheologe und Prediger, Lehrer und Poetiker
- Hermann-Josef Kuhna (* 1944 in Ottenhausen; † 2018), Maler, lebte in Düsseldorf, Professor an der Kunstakademie Münster

## Radweg
Die ADFC-Radtour Greußen-Weißensee-Leubingen führt durch Ottenhausen.